# Avenue du Général-Eisenhower (Paris)
Pour les articles homonymes, voir Avenue du Général-Eisenhower.
L'avenue du Général-Eisenhower est une voie située dans le quartier des Champs-Élysées du 8e arrondissement de Paris.

## Situation et accès

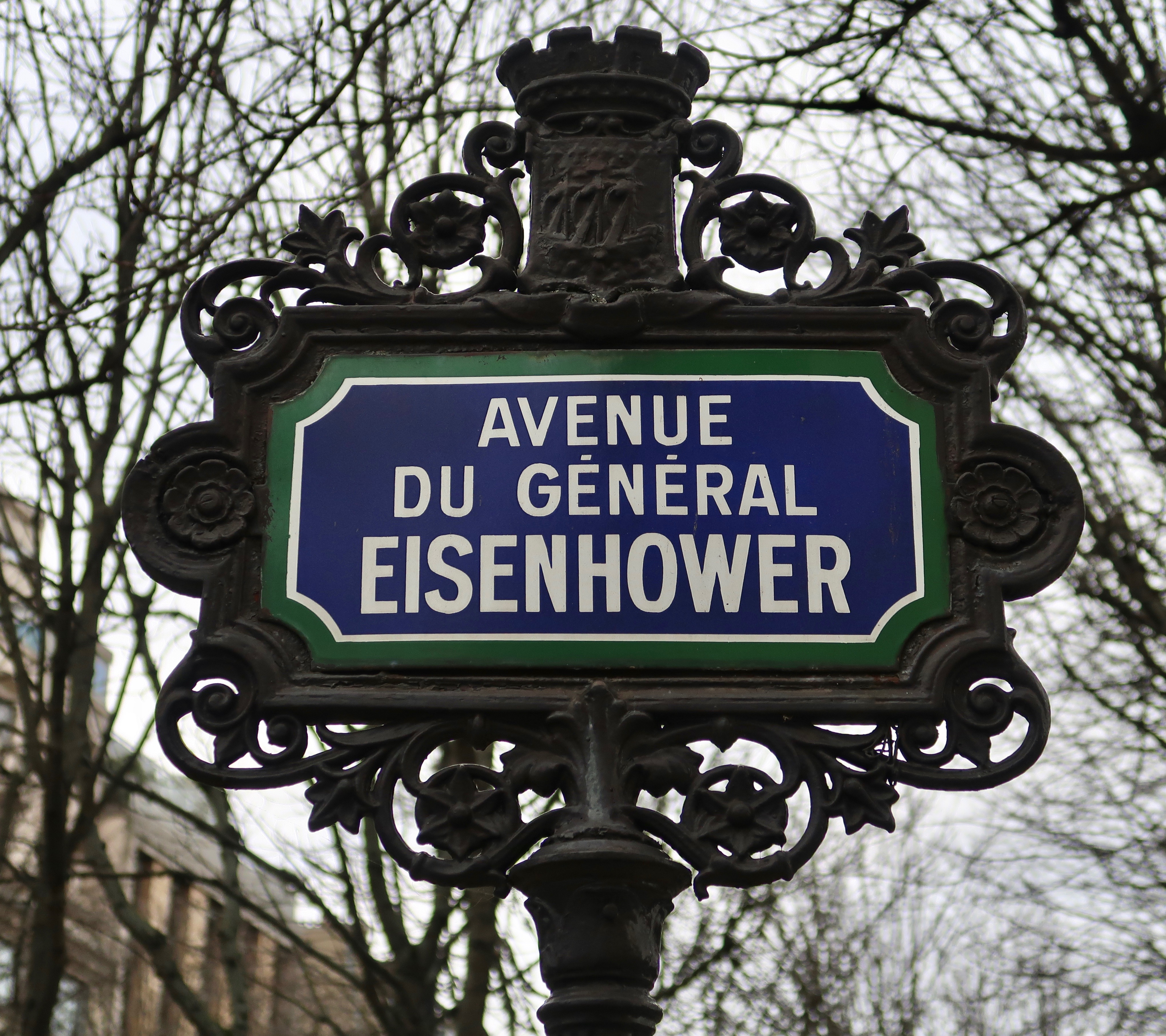
Plaque de la rue.

L'avenue du Général-Eisenhower est desservie à proximité par les lignes 1 et 13 à la station Champs-Élysées - Clemenceau.

## Origine du nom

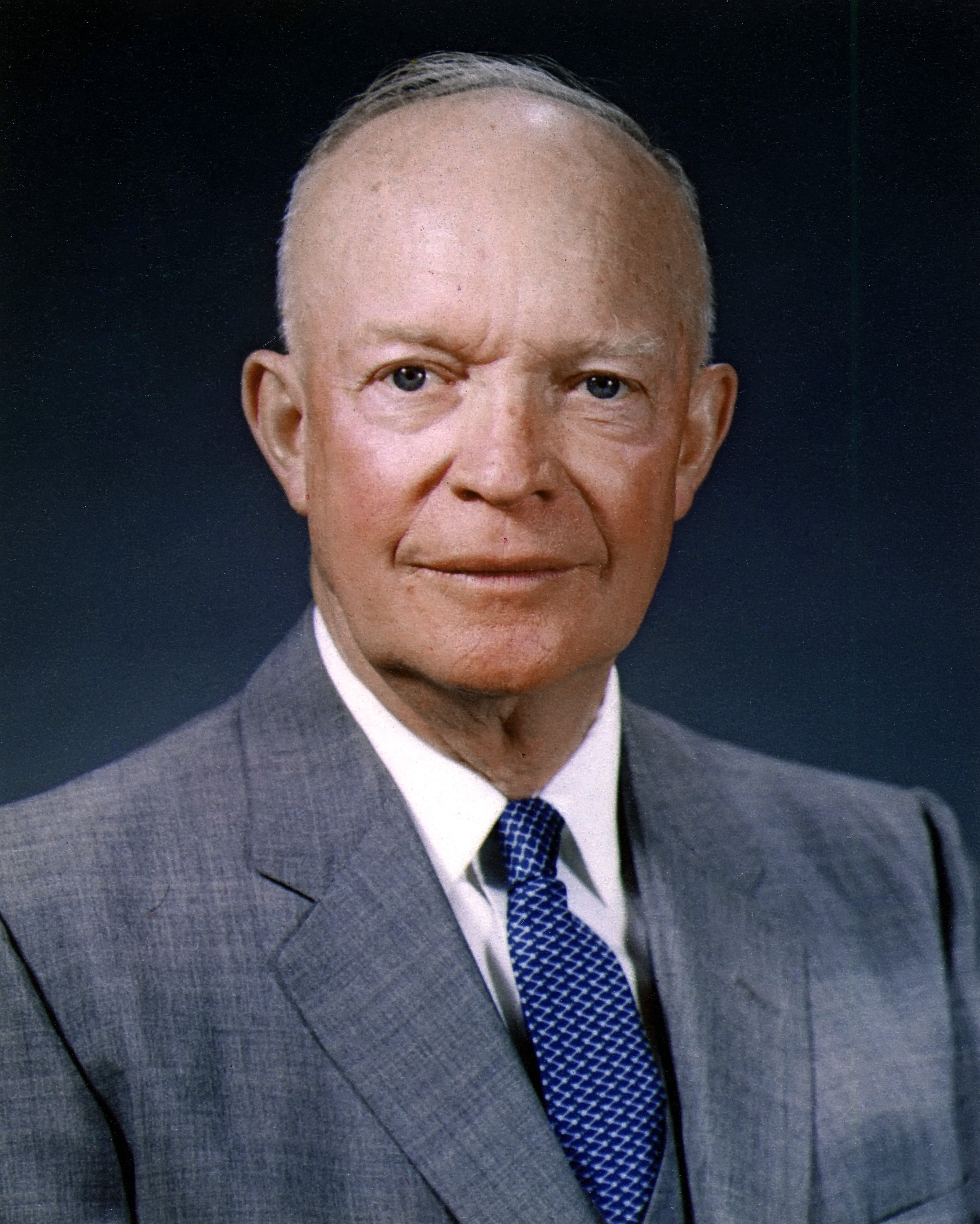
Portrait officiel du président Eisenhower, 1959.

Elle porte le nom du général et président américain Dwight David Eisenhower (1890-1969) en souvenir de son rôle dans la libération de la France durant la Seconde Guerre mondiale.

## Historique
Cette voie est une ancienne partie de l'avenue de Selves donnant sur l'avenue des Champs-Élysées,  qui prend sa dénomination actuelle par un arrêté du 19 février 1970.
Dans le cadre du réaménagement de l'avenue des Champs-Élysées et de ses abords avant et après les Jeux olympiques de 2024, en lien avec la restauration du Grand Palais, la mairie de Paris annonce la piétonnisation de l'avenue du Général-Eisenhower,.

## Bâtiments remarquables et lieux de mémoire
- Le Grand Palais et le Petit Palais abritant musées et expositions.
- Le théâtre du Rond-Point.
- Les jardins des Champs-Élysées, classé comme site par arrêté ministériel du 19 novembre 1910. Plus précisément : square de Berlin.